# Szentpéteri Tibor
Szentpéteri Tibor (Budapest, 1942. május 6.–) Ferenczy Noémi-díjas iparművész.
1962-től 1967-ig az Iparművészeti Főiskolán tanult. Diploma után két évig formatervezőként dolgozott a Ganz cégnél. 1969–1996 között Iparművészeti Főiskolán tanított: formatant (1969–1990), tervezést (1969–1992), tervezéselmélet és -módszertant (1984–1990), tervezéselmélet és tárgyelemzést (1992-1996). 1983-ban és 1984-ben az Iparművészeti Főiskola stúdióvezetője volt. 1984 és 1989 között az Elméleti Intézet igazgatója volt. 1986 és 1993 között az Iparművészeti Egyetemen a tanulmányi- és minősítő bizottság elnöke volt. Tervező munkássága során leginkább járműveket tervezett (Millenniumi Földalatti Vasút, motorkocsik, villamos motorvonatok, IC vonatok). Tervezett műszereket (Videoton Fejlesztési Intézet, Filmtechnika), játékokat (1970-től folyamatosan), szerszámgépeket a SZIM-nek (1975–80).  1997-től a Soproni Egyetemen is dolgozik.  1995-ben Ferenczy Noémi-díjat kapott.

## Külső hivatkozások
- Középmagas padlójú csuklós villamos Archiválva 2007. május 19-i dátummal a Wayback Machine-ben
- Nyugat-Magyarországi Egyetem Faipari Mérnöki Kar[halott link]
- Magyar Formatervezési Tanács Archiválva 2010. március 6-i dátummal a Wayback Machine-ben